# كيفن توريس
كيفن توريس هو لاعب كرة قدم إكوادوري في مركز الوسط، ولد في 1 ديسمبر 1993 في Naranjal Canton ‏ في الإكوادور، وتوفي في 17 يونيو 2021 بسبب حادث مرور. لعب مع نادي برشلونة.